# Llentillà
La Llentillà est une rivière française des Pyrénées-Orientales, dans la région Occitanie et un affluent du fleuve la Têt.

## Géographie

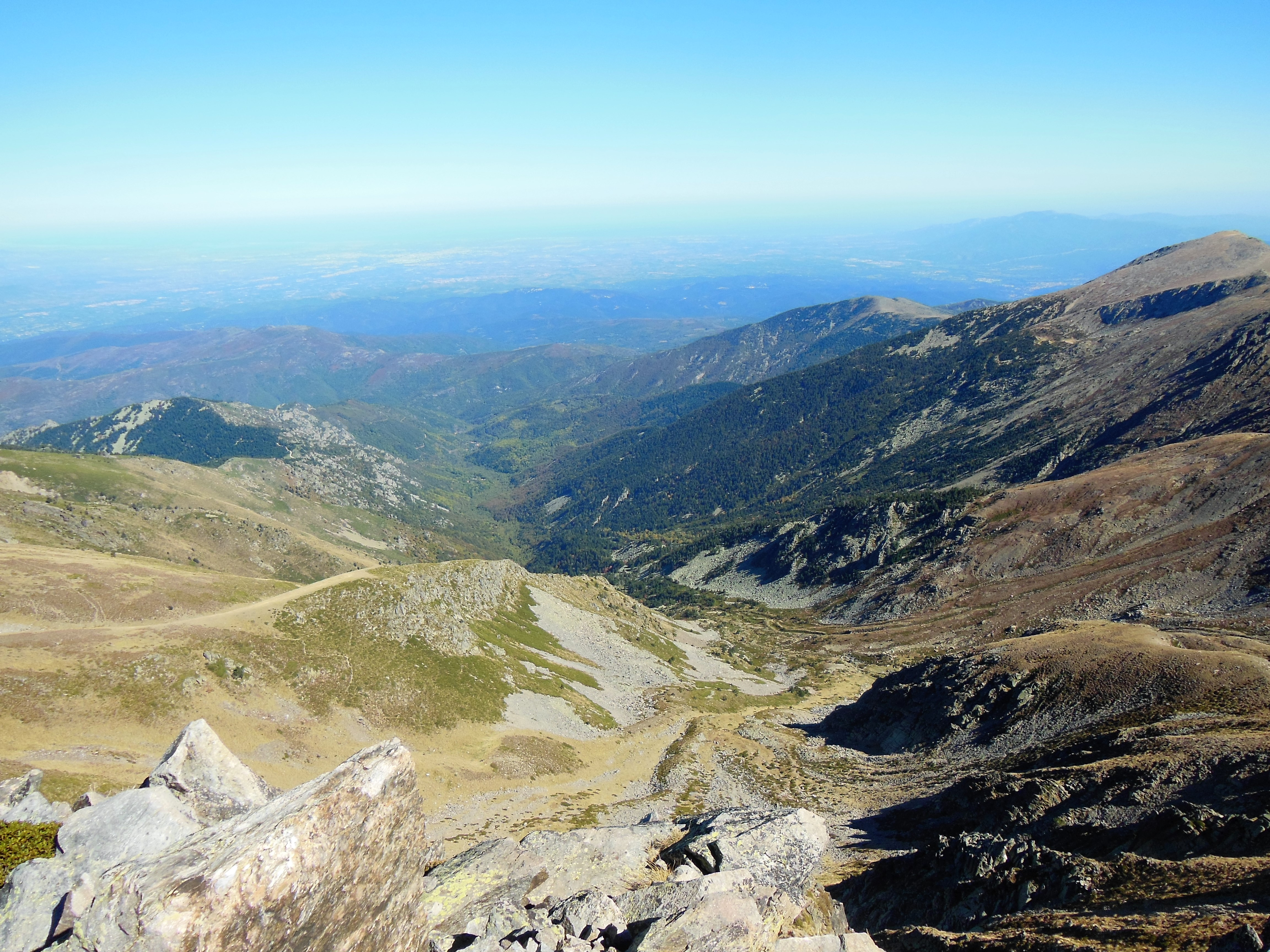
La source et la vallée de la Llentillà, vues du puig Sec, en regardant vers l'est.

De 24 km de longueur, la Llentillà prend sa source dans les Pyrénées dans le massif du Canigou (Pyrénées-Orientales), puis se jette dans la Têt au niveau de la retenue d'eau de Vinça.

## Communes traversées
Dans le seul département des Pyrénées-Orientales, la Llentillà traverse cinq communes :
- de l'amont vers l'aval : Valmanya (source), Baillestavy, Finestret, Espira-de-Conflent, Vinça (confluence)

## Affluents
La Llentilla a huit tronçons affluents référencés :

### Rive gauche
- Còrrec de la Coma
- Còrrec del Xurí
- Le Llech, avec trois affluents
- Còrrec del Botàs

### Rive droite
- Còrrec del Mal Pas
- Còrrec de la Tallada del Rat
- Ruisseau de Castell
- Rivière de Rabasse
- Riu Fred

Le rang de Strahler est donc de trois.